# Hannes Blank
Pour les articles homonymes, voir Blank.
Hannes Blank est un coureur cycliste allemand né le 30 avril 1983 à Dieburg, en Hesse, professionnel de 2006 à 2009. Il a notamment remporté le SEB Tartu GP en Estonie en 2009.

## Biographie
Sixième du Tour de Mainfranken l'année précédente, Hannes Blank commence sa carrière en 2006 dans l'équipe continentale Team Lamonta. Au Tour de Bavière, il remporte le classement du meilleur jeune. Quelques jours plus tard, il gagne sa première course professionnelle, la 1re étape du Circuito Montañés. Il prend la tête du classement général, mais l'abandonne le lendemain à son compatriote Danilo Hondo. 
À partir de 2007, Blank court pour l'équipe Differdange-Apiflo Vacances, qui devient Continental Team Differdange deux ans plus tard. En mai 2007, il monte sur le podium du Tour d'Overijssel, puis prend la deuxième place d'une étape du Circuit de Lorraine derrière Martijn Maaskant, et remporte le classement de la montagne. Peu après, il termine 13e du Tour de Luxembourg. En septembre, il gagne une étape du Tour de Corée, et occupe pendant trois jours la tête du classement général, avant de l'abandonner à Sung Baek Park. Blank prend la troisième place finale. 
En 2008, Blank s'illustre à nouveau sur le circuit de Lorraine, terminant troisième du classement final derrière Jonathan Hivert et Steve Chainel. En août, au Tour Alsace, il termine deuxième de l'étape menant au Ballon d'Alsace, et prend la deuxième place finale derrière son compatriote Robert Bengsch. Au printemps 2009, Blank termine deuxième de Paris-Mantes en Yvelines derrière Pierre Drancourt, puis remporte sa première course d'un jour professionnelle, le SEB Tartu GP en Estonie, devançant au sprint ses compagnons d'échappée Aleksejs Saramotins, Janek Tombak et son coéquipier Frank Dressler. Il n'est cependant pas conservé par son équipe à l'issue de la saison. 

## Palmarès
- 2006
  - 1re étape du Circuito Montañés
- 2007
  - 2e étape du Tour de Corée
- 2009
  - SEB Tartu GP
  - 2e de Paris-Mantes en Yvelines

## Classements mondiaux
| Année           | 2005 | 2006 | 2007 | 2008 | 2009 |
| --------------- | ---- | ---- | ---- | ---- | ---- |
| UCI Asia Tour   |      |      | 41e  |      |      |
| UCI Europe Tour | 940e | 452e | 388e | 242e | 128e |